# Tobias Matthew
Tobias Matthew (1546 - 29 mars 1628) est un ecclésiastique anglican.
Il est prince-évêque de Durham de 1595 à 1606, puis archevêque d'York de 1606 à sa mort.